# NPC (meme)
NPC, também conhecido como NPC Wojak, é um popular meme de internet. O meme é usado principalmente para expressar a ideia de que indivíduos da política não pensam por si mesmos.
O NPC foi criado em julho de 2016 por uma pessoa desconhecida.
O primeiro meme do NPC foi apresentado no 4chan.
O meme do NPC tornou-se famoso e foi exibido em muitos sites de notícias, incluindo The New York Times, The Verge, BBC e Breitbart News Network.[carece de fontes?]